# Россдэйл, Гэвин
Гэвин Макгрегор Россдэйл (англ. Gavin McGregor Rossdale; 30 октября 1965, Килберн, Лондон, Великобритания) — британский музыкант, основатель и лидер группы Bush (1992—2001, 2011 по сегодняшний день) и Institute (2004—2006), ритм-гитарист. В настоящее время выступает с группой Bush в новом составе, из оригинального состава группы вернулся барабанщик Робин Гудридж.

## Биография

### Ранние годы
Россдэйл родился в Килберне, районе Лондона. Его отец, Дуглас Россдэйл, по происхождению был из русских евреев, носивших фамилию Розенталь. Он расстался с матерью Гэвина, шотландкой Барбарой Стефан, когда сыну было 11 лет. Впоследствии Барбара вышла замуж вторично и уехала во Флориду. Гэвин воспитывался отцом и тёткой. У Гэвина было две сестры — старшая Лоррейн и младшая Сорайя. Сводный брат Россдэйла, Дэвид Россдэйл, является епископом Гринсби (аббатства в Диоцезе Линкольна).
Россдэйл стал учиться играть на бас-гитаре после знакомства с парнем своей сестры Лоррейн, который играл в группе «The Nobodyz», но вскоре Гэвин «переключился» на ритм-гитару. В 17 лет он закончил один из самых престижных учебных центров Англии, Вестминстерскую школу и создал группу Midnight (впоследствии Little Dukes), которая стала известной благодаря нескольким синглам и множеству фотографий. В 1991 году Гэвин Россдэйл на 6 месяцев уехал в Лос-Анджелес, где он перебивался как мог, устраивался на работу на полставки, был ассистентом постановщика видеороликов. Он провел много времени в Нью-Йорке, перед тем как вернуться в Англию.
В Англии Гэвин входит в контакт с Дэйвом Дореллом (из компании MARRS), своим будущим менеджером, которого встретил в Лос-Анджелесе. В 1992 году Россдэйл создает группу Future Primitive, в состав которой вошли Найджел Пулсфорд, Дэйв Парсонс и Робин Гудридж. В 1994 г. после выхода дебютного альбома группы Sixteen Stone, коллектив меняет название на Bush.

### Bush
Bush исполняла музыку в стиле гранж и пост-гранж и стала одной из самых известных гранж-групп. В составе её Россдэйл был фронтменом (основным вокалистом), гитаристом и автором текстов песен. Первый альбом Sixteen Stone имел огромный успех, благодаря которому основными местами выступлений Bush стали уже не обычные лондонские пабы, а крупные музыкальные арены, в частности, в США, где прошло турне группы. Хотя многие критики называли группу коллективом «второго сорта», сравнивая её с Nirvana и Pixies. Самого Россдэйла обвиняли в копировании стиля Курта Кобейна. Несмотря на большой успех в США, в Британии, охваченной в то время волной брит-попа, Bush не имели особого успеха. Единственным исключением стал их сингл «Swallowed», занявший 7-е место в чартах страны.
Постепенно популярность группы на родных берегах начала расти. Когда альбом Razorblade Suitcase стал платиновым, усомнившимся ранее критикам оставалось только разводить руками и пожимать плечами. Единственным недовольным творчеством английской команды оставался Дэйв Грол, по прежнему считавший, что Bush занимаются плагиатом Nirvana. Однако музыканты уже привыкли к любым нападкам и не обращали на них никакого внимания. Пока группа устраивала промоушен альбому Deconstructed в европейском туре, продажи «The Science Of Things» также перевалили за платиновую отметку. Свой четвёртый студийный альбом, Golden State, команда выпустила в 2001, после чего Россдэйл объявил о временном прекращении деятельности коллектива.

### 2001—2004
В 2002 году Россдэйл исполнил песню «Adrenaline», написанную как саундтрек для боевика «Три икса». Впоследствии эта песня стала официальной темой турниров по силовым видам спорта World Wrestling Entertainment и стала гимном рестлера Марка Кэлвея.
В качестве приглашенного вокалиста Россдэйл исполнил песню «The Current» группы Blue Man Group и был задействован в клипе на песню. Эта песня в его исполнении была использована на заключительных титрах фильма «Терминатор 3».

### Institute
После трехлетнего перерыва, Россдэйл в 2004 году вместе с Крисом Трйэнером создает группу Institute. Эта группа просуществовала всего 2 года, во время которых она выпустила всего один альбом — Distort Yourself (2005). Однако наибольшую популярность группе принесла композиция Bulletproof skin, которая была использована в фильме Стелс, а также заимствована компьютерной игрой «NHL 06». В 2006 году Россдэйл объявил, что собирается начать сольную карьеру.

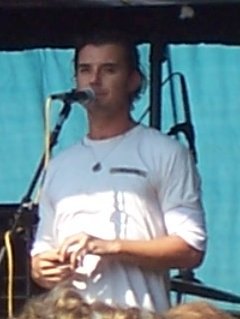
Россдэйл в 2005 году

### Сольная карьера
В 2007 году на сайте музыканта появилась информация, что он работает над записью сольного альбома. В этом году вышел его первый сингл «Can’t Stop the World», также Россдэйл сделал кавер-версии альбома Mind Games Джона Леннона. В 2008 году вышел долгожданный альбом Россдэйла «Wanderlust», в записи которого приняли участие Гвен Стефани, Ширли Мэнсон, Кэти Перри, Дэйв Стюарт и Крис Трэйнор, сооснователь Institute.
Очередной успех музыканту принесла песня «Love Remains The Same», которая в апреле 2008 года на 76 месте вошла в Billboard Hot 100, а в октябре поднялась на 27 место. Россдэйл планировал полномасштабный мировой тур в 2009 году.

### Возрождение Bush
21 июня 2010 года было официально объявлено, что распущенная в 2001 году группа Bush вновь объединится для нового тура. Также группой планировалась запись нового альбома Everything Always Now. Россдэйл в этом году стал соавтором двух песен — Fix Me и You — для нового альбома группы The Pretty Reckless — Light Me Up (вместе с лидером группы Тейлор Момсен). Группа Bush присоединилась к The Pretty Reckless во время их мирового турне зимой 2010 года.
Кроме того, участники группы приняли участие в жюри 10 конкурса Independent Music Awards.

### Актер
- 2001 — Образцовый самец / Zoolander — камео
- 2004 — Маленькая чёрная книжка / Little black book — Бариста
- 2005 — Константин: Повелитель тьмы / Constantine — Бальтазар
- 2005 — Игра их жизней / The Game of Their Lives — Стен Мортенсен
- 2006 — Как ограбить банк / How to Rob a Bank — Симон
- 2009 — Мыслить как преступник / Criminal minds — Пол Дэвис
- 2013 — Элитное общество / The Bling Ring — Рики

## Личная жизнь

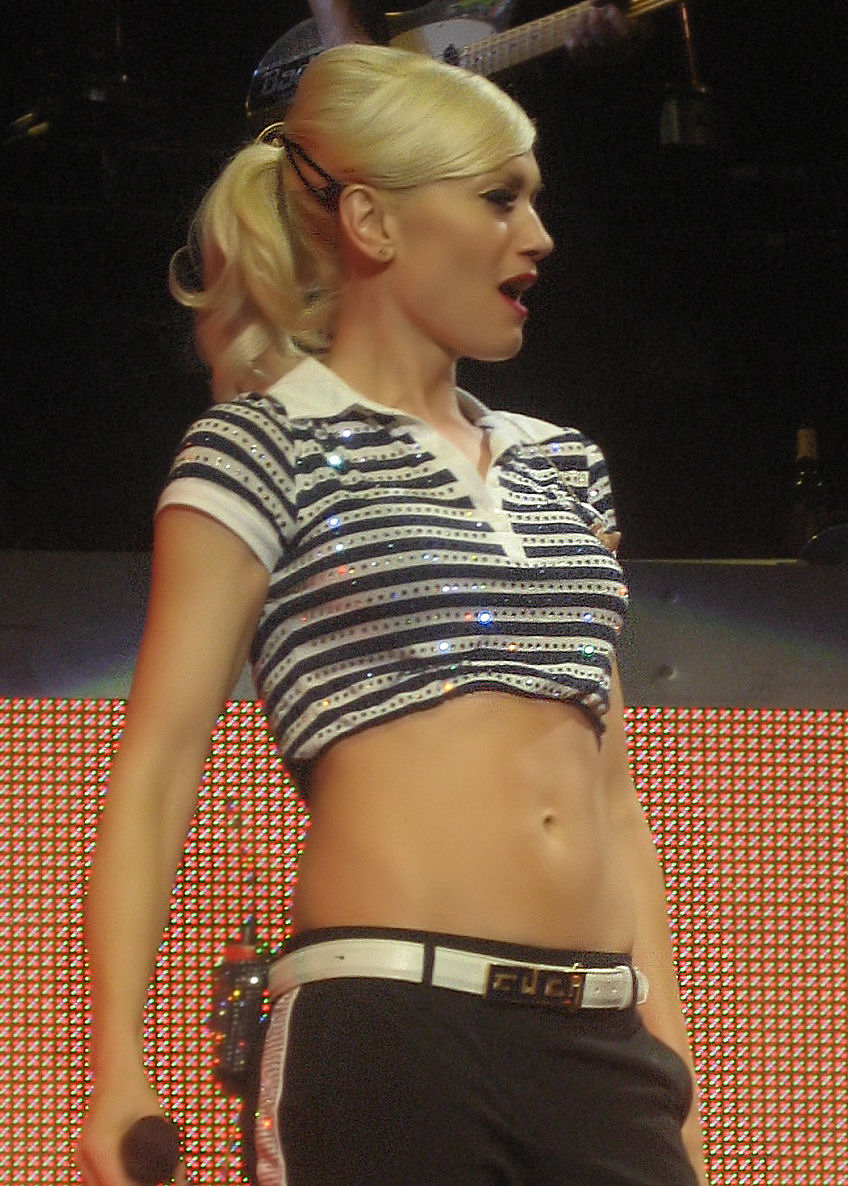
Гвен Стефани

В 1995 году Россдэйл познакомился с Гвен Стефани. Они поженились в 2002 году. У пары трое сыновей: Кингстон Джеймс Макгрегор Россдэйл (род. 26 мая 2006), Зума Неста Рок Россдэйл (род. 21 августа 2008) и Аполло Боуи Флинн Россдэйл (род. 28 февраля 2014). 3 августа 2015 Стефани подала на развод, в качестве причины указав «непримиримые разногласия». В апреле 2016 год развод был официально завершён.
Проведённая генетическая экспертиза в 2004 году показала, что дочь дизайнера Перл Лоу, Дэйзи, является дочерью Россдэйла, которой он был крёстным отцом. После этого Россдэйл порвал все отношения с семьей Лоу. В 2009 году они возобновили своё общение.